# John Marshall
John Marshall (24. september 1755 – 6. juli 1835) var en amerikansk statsmand og jurist som formede amerikansk forfatningsret og gjorde USA's højesteret til et magtcentrum. Marshall var USA's højesteretspræsident (Chief Justice) fra 4. februar 1801 indtil sin død i 1835. Inden da sad han i Repræsentanternes Hus fra 4. marts 1799 til 7. juni 1800 og under præsident John Adams var han USA's udenrigsminister fra 6. juni 1800 til 4. marts 1801. Marshall stammede fra Virginia og var en af Føderalistpartiets ledere.
Marshall var den længst siddende højesteretspræsident og dominerede højesteret i over 30 år. Han overlevede sit eget parti og spillede en betydelig rolle i udviklingen af det amerikanske retssystem. Mest bemærkelsesværdigt var det, at han gennemførte at domstolene kan udføre juridisk gennemsyn, dvs. at de har magt til at afskaffe love, som er i modstrid med USA's forfatning. Marshall har derfor fået æret for at cementere retssystemets stilling som en uafhængig og indflydelsesrig del af regeringsapparatet. Hertil kom, at Marshall tog en række vigtige beslutninger med hensyn til føderalismen og skabte magtbalancen mellem den føderale regering i Washington og delstaternes regeringer i republikkens tidlige år. Især bekræftede han gentagne gange de føderale loves forrang over delstaternes lovgivning og støttede en udvidende fortolkning af de i forfatningen opregnede magtbeføjelser.

## Tidlige år
John Marshall blev født i en bjælkehytte i nærheden af Germantown, et landligt samfund i grænseområderne af Virginia i det der nu er Fauquier County i nærheden af Midland, Virginia, som søn af Thomas Marshall og Mary Randolph Keith.

## Politisk karriere i staten
I 1782 gik Marshall ind i politik og vandt et mandat i Virginias delegeretforsamling, hvor han sad indtil 1789 og igen 1795–1796. Virginias delegeretforsamling valgte han til at sidde i statsrådet senere samme år. I 1785 overtog Marshall yderligere embedet som referent for byen Richmonds tingsret.
I 1788 blev Marshall valgt som delegeret til Virginia konventet, der havde ansvar for at godkende eller forkaste USA's forfatning, som var blevet udarbejdet på Philadelphia konventet et år tidligere. Sammen med James Madison og Edmund Randolph ledede Marshall kampen for at få forfatningen vedtaget. Han var især aktiv i forsvaret af Artikel III, som skaber de føderale domstole. Hans mest fremtrædende modstander ved ratifikationskonventet var anti-føderalisternes leder Patrick Henry. Til sidst godkendte konventet forfatningen med stemmerne 89-79. Marshall identificere sig med det nye føderalistparti (som støttede en stærk national regering og kommercielle interesser) frem for Jeffersons Demokratisk-republikanske parti (som gik ind for mest muligt selvstyre for delstaterne og idealiserede den frie bonde og Den Franske Revolution).
I mellemtiden blomstrede Marshall private advokatvirksomhed. Han repræsenterede med held arvingerne efter Lord Fairfax i Hite v. Fairfax (1786), en vigtig sag for Virginias højesteret, som drejede sig om et stort areal i Northern Neck i Virginia. I 1796 optrådte han for USA's højesteret i en anden vigtig sag Ware v. Hylton, en sag om en lov fra Virginia, som gav mulighed for konfiskation af gæld til britiske statsborgere. Marshall hævdede at loven var en legitim udøvelse af statens beføjelser, men USA's højesteret dømte imod ham, idet det fremførtes at Parisaftalen (1783) krævede betaling af sådan gæld.
I 1795 afslog Marshall Washingtons tilbud om at blive justitsminister og i 1796 afslog han at blive ambassadør (minister) i Frankrig. I 1797 sagde han ja, da præsident John Adams udpegede ham som en af en tre-mands kommission, som skulle repræsentere De Forenede Stater i Frankrig. (De andre medlemmer af denne kommission var Charles Pinckney og Elbridge Gerry.) Da de tre udsendinge ankom afviste franskmændene at forhandlede med dem, med mindre De Forenede Stater betalte store bestikkelser. Denne diplomatiske skandale blev kendt som XYZ affæren, der fik de antifranske følelser til at blusse op i USA. Fjendtligheden voksede yderligere, da det franske Direktorie udviste Marshall og Pinckney fra Frankrig. Marshalls håndtering af sagen og offentlig fortørnelse overfor Frankrig gjorde ham populær i den amerikanske offentlighed, da han vendte tilbage til De Forenede Stater.
I 1798 afslog Marshall en plads i USA's højesteret og anbefalede i stedet Bushrod Washington, som senere blev en af Marshalls mest standhaftige allierede i retten. I 1799 opstillede Marshall tøvende til en plads i Repræsentanternes Hus. Selv om hans kongresdistrikt, som omfattede byen Richmond) foretrak det Demokratisk-republikanske parti vandt Marshall valget, til dels på grund af hans håndtering af XYZ affæren og til dels på grund af støtten fra Patrick Henry. Hans mest bemærkelsesværdige tale vedrørte sagen om Thomas Nash (alias Jonathan Robbins), som regeringen havde udleveret til Storbritannien efter anklager om mord. Marshall forsvarede regeringens handlemåde, og hævdede at intet i forfatningen forhindrer De Forenede Stater i at udlevere en af dets borgere.
Den 7. maj 1800 foreslog præsident Adams Marshall som krigsminister. Den 12. maj trak Adams imidlertid forslaget tilbage og foreslog ham i stedet som USA's udenrigsminister, som erstatning for Timothy Pickering. Senatet godkendte Marshall den 13. maj og Marshall overtog posten den 6. juni 1800. Som udenrigsminister styrede Marshall forhandlingerne som bilagde striden med Frankrig.

## Marshalls højesteret fra 1801 til 1835
Det var i 1801 at Marshall indledte det vigtigste arbejde i sit liv, ledelsen af USA's højestret. Den 20. januar 1801 foreslog præsident John Adams ham som efterfølger for Oliver Ellsworth som højesterets leder. Adams havde først tilbudt posten til den tidligere leder af højesteret John Jay, som afslog med den begrundelse af domstolen manglede "energi, wægt og værdighed." Marshall blev ensstemmig bekræftet af Senatet den 27. januar og tiltrådte den 4. februar. Han fortsatte imidlertid med at fungere som USA's udenrigsminister indtil præsident Adams embedstid sluttede den 4. marts.
Kort tid efter at han blev leder af højesteret revolutionerede Marshall den måde hvorpå højesteret meddelte sine beslutninger. Tidligere skrev hver af dommerne en særskilt stillingtagen (kendt som en seriatim stillingtagen, og som det stadig foregår i nogle domstole i Storbritannien og Australien) Under Marshall gik USA's højesteret imidlertid over til at offentliggøre en enkelt stillingtagen. Da Marshall næsten altid var forfatter til denne stillingtagen blev han i princippet domstolens eneste talerør i vigtige sager. Hans stærke personlighed gjorde det muligt for ham at dominere sine kolleger og kun en gang var han på den tabende side. (Sagen Ogden v. Saunders, i 1827 var den eneste forfatningssag hvor han afveg fra flertallet.)
Den første vigtige sag i Marshalls karriere var Marbury v. Madison (1803), hvor højesteret annullerede en bestemmelse i Judiciary Act of 1789 på det grundlag at det krænkede USA's forfatning ved at udvide højesterets oprindelige sagsområde. Marbury var den første sag hvor højesteret bestemte at en lov fra Kongressen var i strid med forfatningen. Det fastlagde doktrinen om juridisk efterprøvelse. Domstolens beslutning blev imødegået af præsident Thomas Jefferson, som klagede over at denne doktrin gjorde forfatningen til "en klump voks i hænderne på domstolene, som de kan dreje og forme som de vil."
I 1807 havde han sammen med dommer Cyrus Griffin forsædet ved den store statsretssag mod den tidligere vicepræsident Aaron Burr, som var anklaget for forræderi og mindre foreelser. Inden retssagen havde præsident Jefferson fordømt Burr og kraftigt støttet at han blev dømt. Marshall fortolkede definitionen af forræderi i forfatningens artikel III snævert. Han bemærkede at anklagemyndigheden ikke havde bevist at Burr havde begået "en åbenlys handling" som krævet i forfatningen. Som følge heraf frikendte juryen den sagsøgte, hvilket førte til stigende uvilje mellem præsidenten og højesteretspræsidenten.
I 1810'erne og 1820'erne traf Marshall en række afgørelse, som drejede sig om magtbalancen mellem den centrale regering og delstaterne, hvor han gentagne gange bekræftede centralregeringens overmagt. F.eks. fastslog han i McCulloch v. Maryland (1819) at staterne ikke kunne beskatte føderale institutioner og fastholdt kongressens ret til at etablere Second Bank of the United States, selv om retten til at gøre noget sådant ikke direkte fremgik af forfatningen. Ligeledes i Cohens v. Virginia (1821) fastslog han, at de føderale domstole kunne behandle appeller fra statslige domstole af domme i kriminalsager såvel som i civile sager, hvorover domstolen havde fastslået sin kompetence i Martin v. Hunter's Lessee (1816). Dommerne Bushrod Washington og Joseph Story viste sig at være hans stærkeste allierede i disse sager, mens Smith Thompson var en stærk modstander af Marshall.
Da den unge nation var truet af regionale og lokale interesser, som ofte truede med at splitte den hårdt tilkæmpede enhed fortolkede Marshall gentagne gange forfatningen bredt, så centralregeringen fik magt til at blive en respekteret og skabende styrke, som ledede og tilskyndede nationens vækst. Så for alle praktiske formål er USA's forfatning i dag som John Marshall fortolkede den. Som leder af højesteret var han legemliggørelsen af domstolene i samme grad som præsidenten var udtryk for den udøvende magt.
Marshall skrev adkillige vigtige højesteretsdomme heriblandt:
- Marbury v. Madison, 5 U.S. (1 Cranch) 137 (1803)
- Fletcher v. Peck, 10 U.S. 87 (1810)
- McCulloch v. Maryland, 17 U.S. 316 (1819)
- Dartmouth College v. Woodward, 17 U.S. 518 (1819)
- Cohens v. Virginia, 19 U.S. 264 (1821)
- Gibbons v. Ogden, 22 U.S. 1 (1824)
- Worcester v. Georgia, 31 U.S. 515 (1832)
- Barron v. Baltimore, 32 U.S. 243 (1833)

Marshall fungerede som leder af højesteret under seks præsidenter: (John Adams, Thomas Jefferson, James Madison, James Monroe, John Quincy Adams og Andrew Jackson), og han forblev en fast støtte for føderalismen og en nemesis for den jeffersonske regeringsform i hele dens storhedstid. Han deltog i over 1.000 domsafsigelser og skrev selv 519 af dommene.

## Biografi over Washington
Marshall var en stor beundrer af George Washington, og skrev en yderst indflydelsesrig biografi om ham. Mellem 1805 og 1807 udgav han en fem-binds biografi: Life of Washington som var baseret på arkiver og papirer, som blev stillet til rådighed for ham af præsidentens familie. Det første bind blev genudsendt særskilt i 1824 som A History of the American Colonies. Værket afspejlede Marshalls føderalistiske principper. Hans reviderede og forkortede tobinds Life of Washington blev udgivet i 1832. Historikere har ofte rost den for præcision og velbegrundede argumenter, men også bemærket hans hyppige parafraser over udgivne kilder såsom William Gordons historie om revolutionen fra 1801 og det britiske Annual Register.

## Andet arbejde, senere liv, eftermæle
Marshall elskede sit hjem i Richmond, Virginia, og tilbragte så meget tid som muligt der i stille tilfredshed. Når han var i Richmond gik han i kirke i St. John's Church på Church Hill indtil 1814 hvor han anførte bevægelsen for at om at give Robert Mills til opgave at være arkitekt på Monumental Church, som mindedes 72 virginieres død. Marshall familien sad på kirkebænk Nr. 23 i Monumental Church og underholdt Marquis de La Fayette der under hans besøg i Richmond i 1824. I ca. 3 måneder om året var han imidlertid i Washington når højesteret var sat. Han var også væk i adskillige uger for at gøre tjeneste i den føderale circuit court i Raleigh, North Carolina.
I 1823 blev han den første præsident i Richmond filialen af American Colonization Society, som havde som formål at genbosætte frigivne amerikanske slaver i Liberia, på Afrikas vestkyst.
I 1828 ledede han et konvent, som skulle fremme forbedringer af infrastrukturen i Virginia.
I 1829 var han delegeret ved statens forfatningskonvent hvor han igen blev ledsaget af den andre amerikanske statsmænd og loyale virginiere James Madison og James Monroe, selv om de alle var temmelig gamle på det tidspunkt. Marshall talte ved dette konvent fortrinsvis om nødvendigheden af uafhængige domstole.
Den 25. december 1831 døde Mary, hans kære hustru gennem 49 pr. De fleste, som kendte Marshall var enige om at efter hendes død blev han aldrig igen helt den samme.
Da han vendte tilbage fra Washington i foråret 1835 led han under svære kvæstelser fra en ulykke, som havde involveret den dagvogn han var passager i. Hans helbred, som ikke havde været god i flere år blev nu hurtigt dårligere, og i juni rejste han til Philadelphia, Pennsylvania for at blive lægeligt behandlet. Der døde han den 6. juli i en alder af 79 år, efter at have ledet højestret i over 34 år. Han var også den sidste overlevende fra John Adams' regering.
To dage inden hans døde bad han sine venner om kunne at lægge en bar sten over hans og hans kones grave, og han forfattede selv den enkle inskription. Hans lig blev ført til Richmond og begravet på Shockoe Hill Cemetery i en velholdt grav.
JOHN MARSHALL

Son of Thomas and Mary Marshall

was born the 24th of September 1755

Intermarried with Mary Willis Ambler

the 3rd of January 1783

Departed this life

the 6th day of July 1835.

## Monumenter og mindesmærker
Marshalls hjem i Richmond, Virginia, er blevet bevaret af APVA Preservation Virginia.
De Forenede Staters advokatsamfund gav billedhuggeren William Wetmore Story til opgave at lave den statue af Marshall som nu er opstillet i USA's højesteret. En kopi af statuen er opstillet ved Philadelphia Museum of Art. Storys far Joseph Story havde siddet som dommer i USA's højesteret sammen med Marshall. Statuen blev afsløret i 1884.
Et graveret portræt af Marshall optræder på amerikanske pengesedler på serierne fra 1890/1891. Disse sjældne penge er meget efterspurgt blandt samlere i dag. Ligeledes blev der i 1914 anvendt et graveret portræt som en centralt billede på $500 sedler. Disse sedler er også meget ganske sjældne. Eksempler på begge sedler kan ses på hjemmesiden for Federal Reserve Bank of San Francisco.
Fire juridiske skoler og et universitet er i dag opkaldt efter ham:
- Marshall-Wythe School of Law på College of William and Mary i Williamsburg, Virginia
- Cleveland-Marshall College of Law i Cleveland, Ohio
- John Marshall Law School i Atlanta, Georgia
- The John Marshall Law School i Chicago, Illinois.

Universitetet som bærer hans navn er Marshall University i Huntington West Virginia. Marshall County, Illinois, Marshall County, Indiana,Marshall County, Kentucky og Marshall County, West Virginia er også opkaldt efter ham. En række gymnasier rundt omkring i USA er ligeledes opkaldt efter ham.
Efter at være startet som en akademi for den Reformerte Kirke lod Marshall Collage sig navngive efter John Marshalls død og åbnede i 1836 med et veletableret ry. Efter en sammenlægning med Franklin College i 1853 blev skolens navn ændret til Franklin and Marshall College. Skolen blev senere et af USA's mest fremtrædenter universiteter indenfor humaniora.
John Marshalls fødested i Fauquier County er en park, John Marshall Birthplace Park, og en mindeplade herom kan ses på Virginias hovedvej 28.
Marshall University begyndte som Marshall Academy i 1837[[.]] Marshall blev et universitet i 1961 og er siden vokset voldsomt, især i 1990'erne, hvor der blev bygget det moderne Drinko Library, Jomie Jazz Center og der etableredes kandidatuddannelse.
Marshall, Michigan blev af byens grundlæggere Sidney og George Ketchum opkaldt efter John Marshall, som de beundrede meget. Det skete fem år efter hans død, og det var det første af dusiner af bysamfund og counties, som blev opkaldt efter ham. Marshalltown, Iowa blev efter sigende opkaldt efter byen i Michigan, men tog sit nuværende navn fordi der allerede var en by ved navn Marshall, Iowa

## Familie
- Humphrey Marshall — U.S. Senator var fætter og svoger til John Marchall
- Thomas F. Marshall — Medlem af repræsentanternes Hus var nevø af John Marshall.
- George Marshall — general i den amerikanske hær er en fjern slægtning af John Marshall.*Thomas Jefferson — amerikansk præsident var en fjern slægtning til Marshall på sin mors siden.

### Primære kilder
- Collin, Joseph P., Jr., ed., Constitutional Decisions of John Marshall, (New York and London, 1905)
- Hobson, Charles F.; Perdue, Susan Holbrook; and Lovelace, Joan S., eds. The Papers of John Marshall udgivet af University of North Carolina Press for the Omohundro Institute of Early American History and Culture; the standard scholarly edition; most recent volume: Vol. 11: Correspondence, Papers, and Selected Judicial Opinions, April 1827–December 1830. (2002)
- Joseph Story, ed., The Writings of John Marshall, late Chief Justice of the United States, upon the Federal Constitution, Boston, 1839.

## Yderligere læsning
- Abraham, Henry J. (1992). Justices and Presidents: A Political History of Appointments to the Supreme Court (3 udgave). New York: Oxford University Press. ISBN 0-19-506557-3.
- Cushman, Clare (2001). The Supreme Court Justices: Illustrated Biographies, 1789–1995 (2 udgave). (Supreme Court Historical Society, Congressional Quarterly Books). ISBN 1568021267.
- Frank, John P. (1995).  Friedman, Leon; Israel, Fred L. (red.). The Justices of the United States Supreme Court: Their Lives and Major Opinions. Chelsea House Publishers. ISBN 0791013774.
- Hall, Kermit L., red. (1992). The Oxford Companion to the Supreme Court of the United States. New York: Oxford University Press. ISBN 0195058356.
- Martin, Fenton S.; Goehlert, Robert U. (1990). The U.S. Supreme Court: A Bibliography. Washington, D.C.: Congressional Quarterly Books. ISBN 0871875543.
- Urofsky, Melvin I. (1994). The Supreme Court Justices: A Biographical Dictionary. New York: Garland Publishing. s. 590. ISBN 0815311761.

## Eksterne kilder
- The Life of George Washington, Vol. 1 (of 5) Commander in Chief of the American Forces During the War which Established the Independence of his Country and First President of the United States (English)
- The Life of George Washington, Vol. 2 (of 5)
- The Life of George Washington, Vol. 3 (of 5)
- The Life of George Washington, Vol. 4 (of 5)
- The Life of George Washington, Vol. 5 (of 5)
- Fox, John, Expanding Democracy, Biographies of the Robes, John Marshall. Arkiveret 15. april 2009 hos  Wayback Machine Public Broadcasting System.
- Location of Papers of John Marshall, Judicial manuscripts.
- John and Tom — Rivals in Everything by Georgia Bennett, Richmond Times-Dispatch, February 10, 1935 Arkiveret 17. december 2005 hos  Wayback Machine
- John Marshall Foundation
- John Marshall House, Richmond, Virginia Arkiveret 13. oktober 2005 hos  Wayback Machine
- John Marshall Arkiveret 30. december 2006 hos  Wayback Machine på Supreme Court Historical Society.
- National Park Service, "The Great Chief Justice" at Home, Teaching with Historic Places (TwHP) lesson plan.
- Newmyer, R. Kent. John Marshall på Answers.com.
- Oyez Project, Supreme Court media, John Marshall.
- Billeder af US Treasury Notes med John Marshall, stillet til rådighed af Arkiveret 16. januar 2009 hos  Wayback Machine Federal Reserve Bank of San Francisco.
- Billeder af store Federal Reserve Notes med John Marshall, stillet til rådighed af Federal Reserve Bank of San Francisco. Arkiveret 8. november 2021 hos  Wayback Machine
- The Marshall Court, 1801-1835 Arkiveret 8. maj 2009 hos  Wayback Machine, Supreme Court Historical Society.